# Andrew Connolly
Andrew Connolly (Dublín, 30 de noviembre de 1965) es un actor y director irlandés conocido por sus actuaciones en la serie Héroes y las películas Juego de patriotas y Agua para elefantes.

## Biografía
Connolly nació en Dublín, Irlanda, el 30 de noviembre de 1965, y se crio en las zonas de Finglas y Ringsend. A los dieciséis años dejó la escuela para unirse durante siete meses en la Marina Mercante, sirviendo más tarde en el Irish Navy durante dieciocho meses antes de regresar a Dublín y pasar a formar parte del Teatro de la Juventud.
Connolly comenzó su carrera en la pequeña pantalla con un papel recurrente en la serie de RTÉ Inside en 1985. Tres años más tarde, aparece por primera vez en la película El Correo (The Courier, 1988), junto a Gabriel Byrne. A partir de entonces, Connolly recibió papeles en varios proyectos de alto perfil durante la década de 1990, incluyendo la adaptación cinematográfica de la novela de Tom Clancy Juego de patriotas en 1993. En 1995, recibió una nominación a mejor actor por su interpretación de un soldado abusivo en Guiltrip.
En 1997, Connolly, su esposa Karen Woodley, y sus dos hijos se trasladaron a Los Ángeles. Desde ese momento, ha tenido participaciones en varias series de televisión aclamadas como son Lost, Heroes y The Closer.
Connolly escribió, produjo y dirigió el corto Flush en 2003, y dirigió en 2008 Quest for the Meaning of Life.

## Filmografía
| Año       | Título en inglés                     | Rol                           | Notas                                             |
| --------- | ------------------------------------ | ----------------------------- | ------------------------------------------------- |
| 1985-1986 | Inside                               | Prisionero                    | Doce episodios                                    |
| 1986      | Boom Babies                          |                               | Corto cinematográfico                             |
| 1987      | Frankie and Johnnie                  |                               | Corto cinematográfico                             |
| 1988      | The Courier                          | Danny                         |                                                   |
| 1988      | Joyriders                            | Perky Rice                    |                                                   |
| 1988      | Goodbye Piccadilly                   | Matt                          | Corto cinematográfico                             |
| 1990      | The Truth About Claire               | Colman                        |                                                   |
| 1990      | Saints and Scholars                  | Jamie                         | Corto cinematográfico                             |
| 1990      | All My Lovely Boys                   |                               | Corto cinematográfico                             |
| 1991-1994 | The Bill                             | Steven Moss/Sean Tovey        | Dos episodios                                     |
| 1992      | Patriot Games                        | Charlie Dugan                 |                                                   |
| 1993      | Lovejoy                              | Cantinero                     | Un episodio                                       |
| 1993      | Circle of Deceit                     | Dermot McAuley                |                                                   |
| 1994      | Family                               | Liam                          | Un episodio                                       |
| 1995      | Mad Dogs and Englishmen              | Clive Nathan                  |                                                   |
| 1995      | Guiltrip                             | Liam                          | Nominado a mejor actor en el Amiens Film Festival |
| 1995      | Runway One                           |                               |                                                   |
| 1996-1997 | Bramwell                             | Dr. Finn O'Neill              | Ocho episodios                                    |
| 1999      | Shergar                              | Dermot Concannon              |                                                   |
| 1999      | Vendetta                             | Sheriff Bill Villere          |                                                   |
| 1999      | Vicious Circle                       | Detective Declan Finney       |                                                   |
| 2000      | Taggart                              | DI Ronnie Greig               | Un episodio                                       |
| 2001      | Revel Heart                          | Eamon DeValera                | Un episodio                                       |
| 2002      | The Secret Sea                       | Karl                          | Corto cinematográfico                             |
| 2002      | Full Frontal                         | Partygoer                     |                                                   |
| 2003      | Murder, She Wrote: The Celtic Riddle | Tom Molloy                    |                                                   |
| 2003      | Flush                                | Escritor/Director/Coproductor | Corto cinematográfico                             |
| 2007      | Lost                                 | Hermano Campbell              | Un episodio                                       |
| 2007      | On Broadway                          | Tío Pete                      |                                                   |
| 2007      | ER                                   | Británico #1                  | Un episodio                                       |
| 2008      | Quest for the Meaning of Life        | Director/El Perro             |                                                   |
| 2009      | Heroes                               | Joseph Sullivan               | Dos episodios                                     |
| 2010      | Chuck                                | Jack Artman                   | Un episodio                                       |
| 2010      | NCIS: Los Angeles                    | Jacobus Troyger               | Un episodio                                       |
| 2010      | The Closer                           | Shariq Marku                  | Dos episodios                                     |
| 2011      | The Cape                             | Entrenador de Scale           |                                                   |
| 2011      | Water for Elephants                  | Oficial de Weehawken          |                                                   |
| 2011      | L.A. Noire                           | Capt. James Donnelly          | Videojuego: voz y modelado de cara                |
| 2013      | Fair City                            | Paddy Bishop                  | Recurrente                                        |
| 2015      | Full Circle                          | Al Riordan                    | Recurrente                                        |

- Datos: Q16196404